# Apoplanesia
Genre
Apoplanesia est un genre de plantes à fleurs dicotylédones de la famille des Fabaceae, sous-famille des Faboideae, originaire d'Amérique centrale et d'Amérique du Sud, qui comprend deux espèces acceptées.

## Liste d'espèces
Selon Catalogue of Life (25 octobre 2018) :
- Apoplanesia cryptopetala Pittier
- Apoplanesia paniculata C.Presl